# Teretrius gracilis
Teretrius gracilis är en skalbaggsart som först beskrevs av Blackburn 1903.  Teretrius gracilis ingår i släktet Teretrius och familjen stumpbaggar. Inga underarter finns listade i Catalogue of Life.